# 苏州地铁9号线
苏州地铁9号线为中华人民共和国苏州市的一条規劃中的城市轨道交通线路。该线大致可以分为兩段：南大蘇州校區至星華街的一期以及星華街至太倉的二期。全线東西向贯穿苏州市的行政管辖区域，與南北向的10号线共同構成兩條大動脈。
在《苏州市城市轨道交通第四期建设规划（2025-2030年）及线网规划环境影响评价第二次信息公示》中，9号线一期在規劃內。

## 大事记
2024年3月18日，苏州地铁於網站公示《苏州市城市轨道交通第四期建设规划（2025-2030年）及线网规划环境影响评价第二次信息公示》，裡面包含9号线一期。
2024年10月28日，苏州工业园区生态环境局公示《苏州工业园区市政建设管理中心建设通苏嘉甬轨交预留工程项目》，建设9号线涉铁的预留节点，並於2025年3月13日發布中標公告，意味9號線有極高的機率入選下一輪地鐵規劃中。